# Angel Dark
Angel Dark (egentligen Viktoria Knezova), född 11 april 1982 i Sobrance, är en slovakisk porraktris. Hon började sin karriär i sexbranschen 2001.